# Mød mig i St. Louis
Mød mig i St. Louis (engelsk: Meet me in St. Louis) er en amerikansk musikal-film i Technicolor fra 1944, instrueret af Vincente Minnelli. I hovedrollerne ses Judy Garland og Mary Astor. Filmen havde premiere i USA den 22. november 1944 og i Danmark i 1945. Margaret O'Brien vandt en Oscar for sin præstation som lillesøsteren Tootie i filmen. Filmen var også nomineret i yderligere fire kategorier, blandt andet "Bedste manuskript" og "Bedste originalmusik". Filmen placerede sig på tiende plads på listen AFI's Greatest Movie Musicals.

## Handling
Filmen handler om livet for en familie bosat i St. Louis fra 1903–1904. Hela byen venter på at den store verdensudstilling skal indvies. I fokus står søstrene Rose (Lucille Bremer) og Esther (Judy Garland) som bekymrer sig om hvordan de skal få fat i hver sin kæreste og Esther er ulykkeligt forelsket i nabofyren (Tom Drake). En dag kommer faren i huset (Leon Ames) hjem og fortæller at familien skal flytte til New York, mod den øvrige families vilje.

## Rolleliste (udvalgt)
- Joan Carroll – Agnes
- Lucille Bremer – Rose
- Henry Daniels Jr. – Lon
- Leon Ames – Mr. Smith
- Mary Astor – Ms. Smith
- Harry Davenport – Morfar
- Marjorie Main – Katie
- Judy Garland – Esther
- Margaret O'Brien – Tootie
- Tom Drake – John Truett

## Filmmusik
- Meet Me in St. Louis, Louis
- The Boy Next Door
- Skip to My Lou
- I Was Drunk Last Night
- Under the Bamboo Tree
- Over the Banister
- The Trolley Song
- You and I
- Goodbye, My Lady Love (instrumental)
- Little Brown Jug (instrumental)
- Down at the Old Bull and Bush (instrumental)
- Home! Sweet Home! (instrumental)
- Auld Lang Syne (instrumental)
- The First Noel (instrumental)
- Have Yourself a Merry Little Christmas

## Specialvisning
Den 1. december 2018 havde filmen en special-visning i Cinemateket, hvor skuespiller Lars Thiesgaard oversatte dialogen til dansk og fungerede som live-fortæller.